# Nilstorp
Nilstorp är en stadsdel i södra delen av Lund.
Området Nilstorp är ett område med i huvudsak småhusbebyggelse och har inte utbyggda servicefunktioner utan de ligger utanför området med undantag av  förskolan Körsbäret och skolan nedan.
År 2014 fastställde Lunds byggnadsnämnd en ny stadsdelsindelning. I denna lades Nilstorp, Järnåkra och Gamla Klostergården i en stadsdel kallad "Nilstorp". Enligt en äldre statistisk stadsdelsindelning ingår Nilstorp i stadsdelsområdet Järnåkra-Nilstorp, där utöver Nilstorp, Järnåkra och Gamla Klostergården även Stampelyckan och Råbyholm ingick.

## Historia
"Rige-Nils" hette egentligen Nils Larsson och var ägare till Lilla Råby nr 10. Efter att han förvärvat även nr 2 enskiftades de bägge gårdarna 1799 på hans begäran och han fick sin mark förlagd i ett stycke sydväst om Råbyvägen. Det sammanslagna hemmanet fick 1803 namnet Nilstorp, och gården flyttades ut på marken." Citatet från Lunds bevaringsprogram. Nilstorp är ett heterogent småhusområde, som förutom villor och radhus även innehåller studentbostäder, några flerbostadshus, ett stort koloniområde, ett dagis Körsbäret, en kyrka samt en äldre statarlänga med koppling till områdets agrara historia. Några affärer finns inte kvar i stadsdelen, men finns å andra sidan precis utanför.  I  mitten av 1800-talet fanns det småhusbebyggelse och sedan 1930-talet har det tillkommer fler och fler fastigheter i området. Området hörde till Lunds landskommun och tillhörde ursprungligen Lilla Råby by. Det utvecklades till ett samhälle och införlivades 1913 från Lunds landskommun i staden Lund. På 1910-talet tillkom koloniområdet Täppan en bit sydost om bybebyggelsen. Först användes de 170 till 300 kvm stora lotterna huvudsakligen till potatisodling, 
Under 1920-talet påbörjades den egentliga utbyggnaden av Nilstorp då tomter till villor och egnahem avstyckades en bit söder om Råbykorset. Stora rektangulära kvarter indelade i stora tomter lades ut på var sin sida om Williamsvägen. Nilstorp beskrivs som trädgårdsstaden då stadsdelen har Lunds största trädgårdar. Då området består av äldre bebyggelse finns riklig grönska och stora uppvuxna, vackra trädgårdar. De största tomterna återfinns på Björkvägen som består av hus byggda på 1940- och 1950-talet. En del av dessa är kulturskyddade för sin unikt bevarade 1950-tals arkitektur. I Lunds bevarandeprogram beskrivs bebyggelsen kring Plommonvägen och Körsbärsvägen och dess tillkomst från 1948 och på 1950-talet.
På 1940-talet fanns två speceriaffärer i Nilstorp, privata Rickard Isacsson på Williamsvägen och kooperativa Fenix (senare Solidar) på Nilstorpsvägen.

## Stadsdelen
Området Nilstorp har en sammanhängande småhusbebyggelse med olika tidstypiska hus från 1930-, 1940-, 1950- och 1960-talet. De så kallade gränderna är tidstypiska i sin arkitektur och byggdes 1959.
Södra delen av planområdet byggdes ut med grupphusbebyggelse i kvarteret Persikan 1966-68, och då med betydligt högre exploateringstal och efter andra stadsplaneprinciper: radhus längs bilfria gränder i ett rätvinkligt mönster och med en gemensam grönyta. De 51 vita kubiska radhusen i kvarteret Persikan är arrangerade med stora rumsliga och arkitektoniska kvaliteter. Husen vänder sig på ena sidan mot slutna hårdgjorda gaturum och på andra sidan mot öppna gemensamma grönytor. Området med sina kubformade hus väckte vid uppbyggnaden internationell uppmärksamhet.
Norr om Kastanjegatan ligger kvarteret Vagnmakaren med tre skivhus byggda på 1960-talet och senare byggda radhus.

## Förskolan Körsbäret

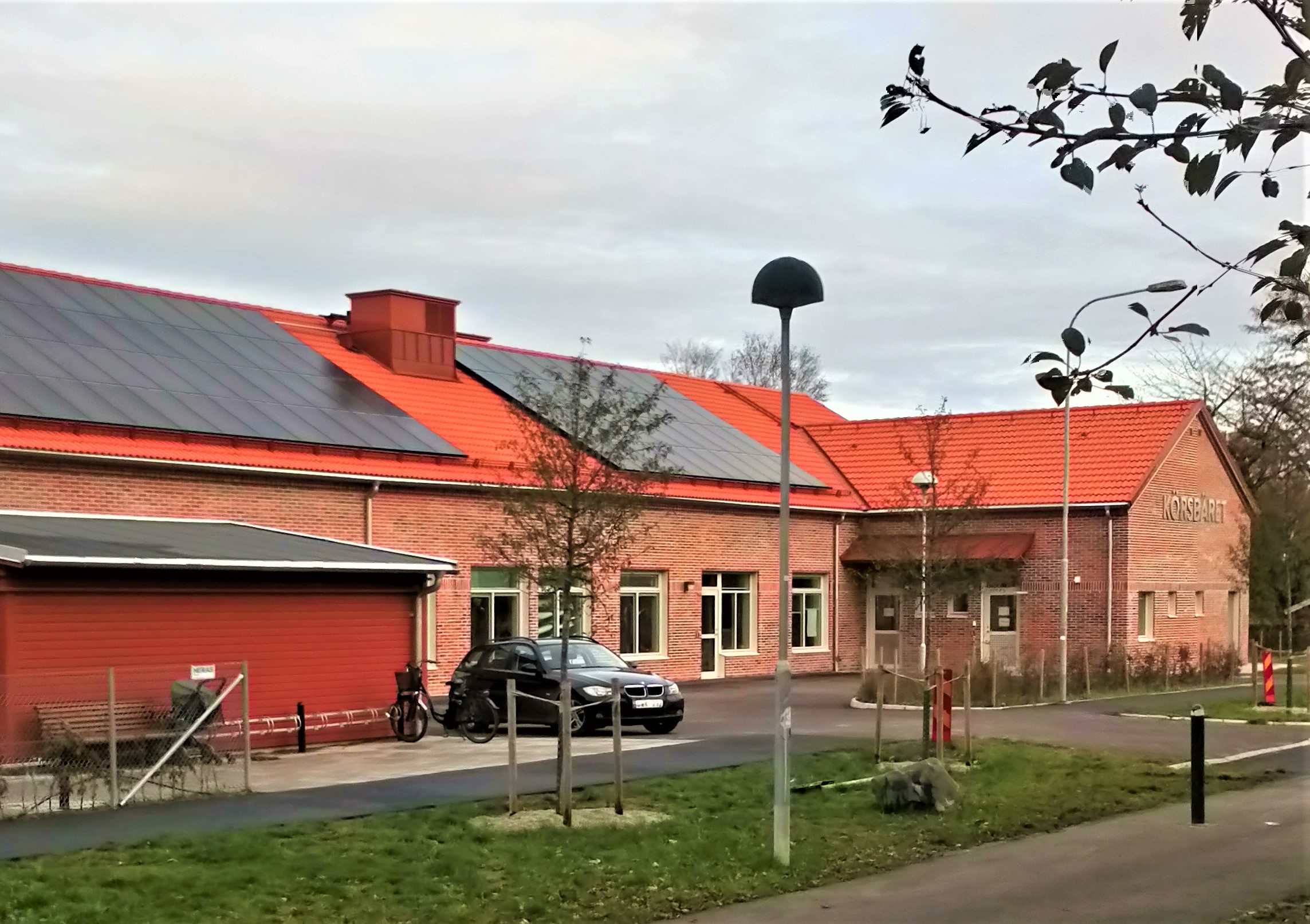
Förskolan Körsbäret 2019

På grund av mögelskador jämnades Körsbärets förskola med marken för några månader sedan, skrev Sydsvenskan 2015. Efter det placerades paviljonger ut i två plan på den del av tomten som vetter mot Järnåkraskolan.  I de tillfälliga paviljongerna vistas dagligen ett hundratal barn. Totalkostnaden  för en nybyggnation kalkyleras till 37 miljoner kronor och då ingår ett tillagningskök som även ska förse två andra förskolor med mat. Förskolan planeras för sex avdelningar med totalt 100 barn. Tillagningsköket kommer att kunna hantera 300 portioner och ska också försörja förskolan Päronet samt den kommande Lilla Järnåkra. Förskolan nybyggdes senare och nyinvigdes i oktober 2018. Föräldrakooperativet Körsbäret som driver förskolan bildades 1988.

## Skola och stadsdelsbibliotek
Områdets skola, högstadieskolan Järnåkraskolan har ett upptagningsområde omfattande stora delar av södra Lund. Numera gör det fria skolvalet att antagningen till olika skolor styras av elevernas val men det finns en närhetsprincip att elever i en skolas närhet har förtursrätt.
På skolan finns ett skolbibliotek som också varit stadsdelsbibliotek. Biblioteket har flera gånger hotats av nedläggning och blev nedlagt för några år sedan men kulturnämnden ska öppna det igen, Föreningen Bokstödet har varit aktiva för att bevara biblioteket.

### Fotnoter
1. ↑  Alexander Kuprijanko (1 oktober 2014). ”Nova försvinner när stadsdelar blir officiella”. Sydsvenskan. https://www.sydsvenskan.se/2014-10-01/nova-forsvinner-nar-stadsdelar-blir-officiella. Läst 24 september 2021.
2. ↑  ”Lilla Råby och Prennelyckan”. Arkiverad från originalet den 28 juni 2020. https://web.archive.org/web/20200628221820/http://bevaringsprogram.lund.se/wiki/bevaringsprogram/index.php/Lilla_R%C3%A5by_och_Prennelyckan. Läst 20 februari 2019.
3. ↑  ”Kring Plommonvägen”. https://bevaringsprogram.lund.se/wiki/Kring_Plommonv%C3%A4gen. Läst 20 februari 2019.
4. ↑  "Mitt Nilstorp", s. 36-45, Lund söderut, Föreningen Gamla Lund, 2017
5. ↑  Nilstorp - Här bor man - Bostadsområden i Lunds kommun 1945-2005, Lunds kommun
6. ↑  Tommy Lindstedt (8 oktober 2015). ”Personal varnar för utbrändhet”. Sydsvenskan. https://www.sydsvenskan.se/2015-10-08/personal-varnar-for-utbrandhet-i-ny-forskola. Läst 27 oktober 2016.
7. ↑  Joaikim Stierna (16 oktober 2018). ”Efterlängtad nystart för Körsbäret”. Skånska dagbladet. https://www.skd.se/2018/10/16/efterlangtad-nystart-for-korsbarets-dagis/. Läst 27 oktober 2019.
8. ↑  ”Körsbäret - sedan 1988”. Föräldrakollektivet Körsbäret. http://korsbaretsforskola.se/. Läst 27 oktober 2019.
9. ↑  Lars Johansson (10 januari 2019). ”Biblioteksfilialer kan öppna igen”. Skånska Dagbladet. https://www.skd.se/2019/01/10/biblioteksfilialer-kan-oppna-igen/. Läst 30 juni 2020.
10. ↑  ”Föreningen Bokstödet Facebook”. Arkiverad från originalet den 27 oktober 2019. https://web.archive.org/web/20191027165636/https://b-m.facebook.com/jarnakrabiblioteket/. Läst 20 februari 2019.